# Juan O'Donojú
Juan José Rafael Teodomiro de O’Donojú y O’Ryan (Sevilla, España, 30 de julio de 1762-Ciudad de México, 8 de octubre de 1821) fue un militar y gobernador español de ascendencia irlandesa.
Aunque es relativamente común que algunas fuentes lo señalen como el último virrey de la Nueva España, lo cierto es que Juan O'Donojú nunca ejerció dicho cargo. En cambio sí fue el último Jefe político superior de la provincia de Nueva España que fue nombrado por las autoridades de Madrid. Figuró como uno de los signatarios de los Tratados de Córdoba y del Acta de Independencia del Imperio Mexicano aunque España negó posteriormente que O'Donojú tuviera alguna potestad para reconocer en aquellos actos la independencia del antiguo virreinato.

## Orígenes y formación
Juan O’Donojú nació el viernes 29 de julio de 1762 en Sevilla. De ascendencia irlandesa, tanto su familia paterna como la materna habían llegado a España en la década de 1720 huyendo de las persecuciones contra los católicos iniciadas por Jorge I de Gran Bretaña y proseguidas por su hijo Jorge II. Ambas familias pertenecían a la nobleza católica irlandesa y de hecho Juan O´Donojú ingresó como caballero de la orden de Calatrava.
Juan fue el tercero de cinco hermanos concebidos en el segundo matrimonio de su padre, Richard Dunphy O’Donnohue, procedente de Glansfeshk, condado de Limerick; con Alicia O’Ryan, originaria del condado de Kerry. Sus hermanos fueron Ricardo Tomás, Mariana, Tomás e Isabel. Su padre había contraído matrimonio anteriormente en Marchena, cerca de Sevilla, el 19 de mayo de 1750, con Rosa María O'Macores.
Fue bautizado el 2 de agosto de 1762 en la parroquia del Sagrario de la catedral de Sevilla con los nombres de Juan José Rafael Teodomiro por el presbítero Gregorio Rodríguez de Hervás, siendo su madrina María Nicolasa O’Donojú, hermana de su padre. Luego de que le fueran enseñadas las primeras letras, Juan optó por seguir la carrera de armas, alistándose a los 20 años en el ejército español, en el que sirvió con un buen historial.

## Carrera militar
Fue ascendido por méritos en campaña hasta alcanzar el grado de Teniente General. Con motivo de la invasión napoleónica de España peleó en los sitios de Zaragoza como ayudante de caballería y fue capturado por las tropas del general francés Joaquín Murat, siendo conducido preso a Bayona, de donde escapó en 1811. Logró llegar a Cádiz, que en aquellos momentos era la única ciudad española libre de la ocupación francesa.
Las Cortes de Cádiz lo nombraron ministro de la Guerra por su condición de militar liberal a favor de la Constitución y por su destacada actuación contra los franceses. Al finalizar la contienda, con el retorno de Fernando VII y la restauración absolutista en España, O’Donojú fue sentenciado el 18 de octubre de 1814 a cumplir cuatro años de prisión en el castillo de San Carlos, en Mallorca, donde fue sometido a terribles torturas, quitándole las uñas de pies y manos, quedando muy afectado de salud. No en vano tuvo un alto puesto en la masonería española, a la que estaban afiliados los más importantes militares liberales de su tiempo.
Juan de O'Donojú estaba en posesión de la gran cruz de la Orden de Carlos III y de la gran cruz de la Orden de San Hermenegildo.
Cuando en 1820 los liberales obligaron a Fernando VII a restablecer la Constitución, le ofrecieron a Juan O’Donojú la capitanía general de Andalucía, puesto en el que demostró su gran capacidad para el ejercicio de los cargos administrativos y militares. Posteriormente los liberales le otorgaron el encargo de reemplazar al virrey Juan Ruiz de Apodaca, aunque ocupando ahora el equivalente constitucional a aquel antiguo cargo: el de Jefe político superior de Nueva España, que el mariscal de campo Francisco Novella ostentaba en ese momento de forma interina.

## En la Nueva España
Desde que en marzo de 1820 se restableciera la constitución habían quedado suprimidos todos los antiguos virreinatos coloniales. La constitución los había sustituido por provincias, de la misma categoría que las que se crearon en la península, y gobernadas por los llamados jefes políticos superiores. En 1821 el gobierno español nombró a Juan O’Donojú jefe político superior y capitán general de Nueva España. Llegó a Veracruz el 3 de agosto de 1821 y allí mismo prestó el juramento ceremonial y recibió los honores del cargo. Inmediatamente quedó enterado de la sublevación de Agustín de Iturbide en favor de la independencia mexicana, así como del Plan de Iguala. Estando en Veracruz dio una proclama dirigida al pueblo de la Nueva España, en la que manifestaba sus principios liberales.
Dirigió una carta a Agustín de Iturbide por conducto del teniente coronel Gual y del capitán Pedro Pablo Vélez, invitándolo a una conferencia en el lugar que aquel eligiera. Aceptada la proposición, Iturbide designó a la ciudad de Córdoba para la reunión. Marchó O'Donojú en un coche por el camino de Xalapa, acompañado por el coronel Antonio López de Santa Anna, y llegó el 23 de agosto a Córdoba. Al día siguiente se produjo la entrevista con Iturbide, en la que llegaron a un acuerdo con apenas algunas correcciones del plan de independencia, lo que se conoce como Tratados de Córdoba.
Los jefes militares españoles en el antiguo virreinato de Nueva España resistieron en las plazas de Ciudad de México y Veracruz, en la Fortaleza de San Carlos de Perote y en el Fuerte de San Diego de Acapulco. Pero bloqueadas esas plazas, todas terminaron capitulando menos México y Veracruz. El mariscal de campo español Francisco Novella, al mando de cerca de 8000 hombres, se encontraba en Ciudad de México sitiado por el Ejército de las Tres Garantías, comandado por los generales Vicente Guerrero y Nicolás Bravo. Sabiendo que Novella hacía poco más de un mes que había asumido el cargo de "virrey provisional" después de derrocar mediante un golpe de Estado a Ruiz de Apodaca, O'Donojú empleó su autoridad como jefe político superior nombrado por el gobierno español y ordenó a Novella retirar su ejército de la capital y replegarse hasta Veracruz.

## Independencia de México

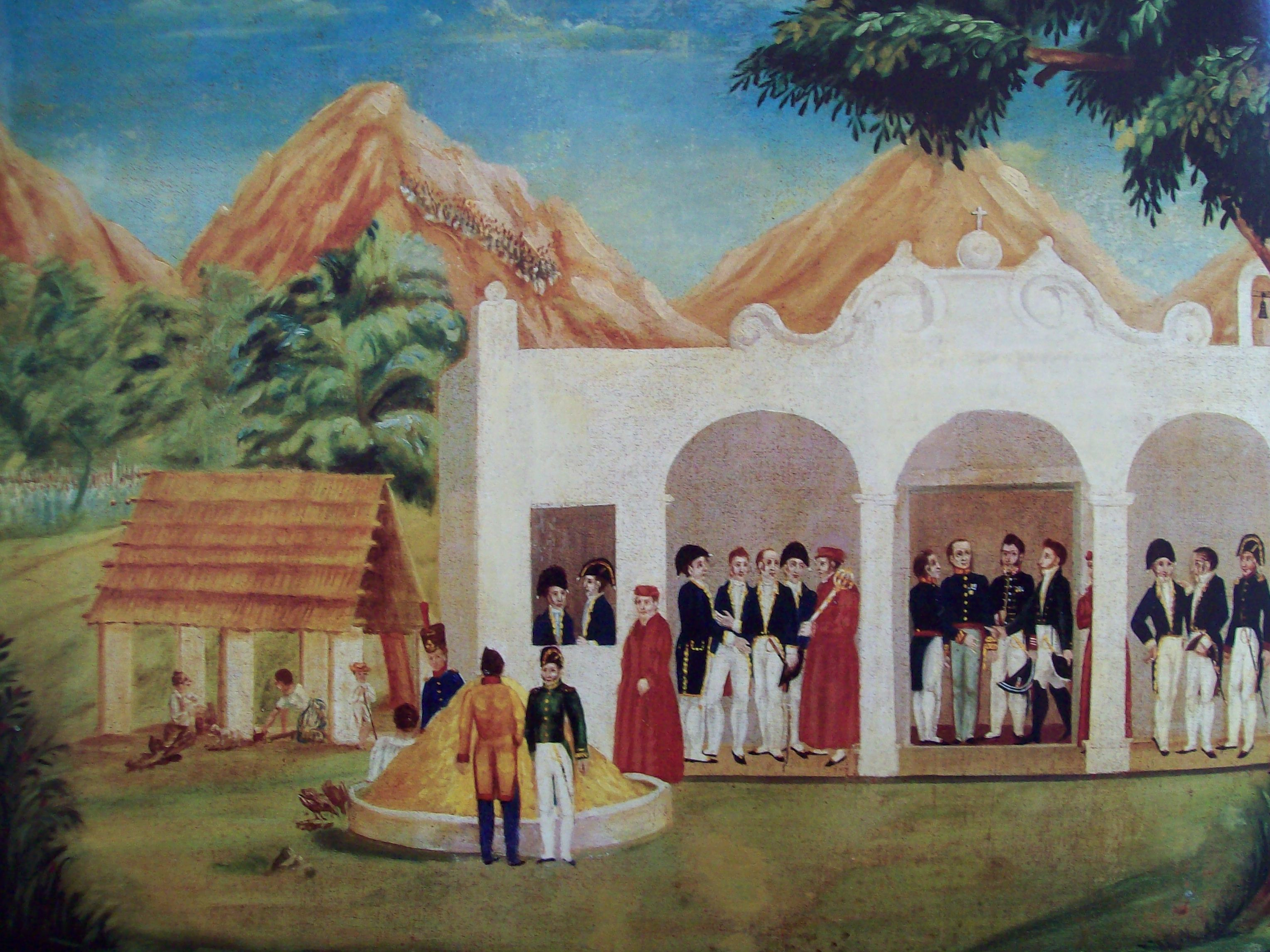
Entrevista de O'Donojú, Novella y Agustín de Iturbide en la hacienda La Patera, el 13 de septiembre de 1821.

El 13 de septiembre se concertó una reunión en la hacienda de La Patera, cercana a la Villa de Guadalupe, entre Iturbide, O'Donojú y Novella. Allí acordaron de inmediato suspender las hostilidades. El 15 de septiembre Novella reconoció a O'Donojú como jefe político superior y capitán general de Nueva España y este dispuso que las tropas españolas abandonaran la capital mexicana.
Cuando las tropas realistas partieron rumbo a Veracruz, el brigadier trigarante José Joaquín de Herrera ocupó el Castillo de Chapultepec con una columna de granaderos y al día siguiente el general Vicente Filisola, con 4000 hombres, entró en la Ciudad de México.
Las tropas independentistas estacionadas en diferentes rumbos hicieron su entrada en la capital mexicana formando una columna, al frente de la cual iba Agustín de Iturbide. Era el jueves 27 de septiembre de 1821.
El Ejército Trigarante estaba formado por 7616 infantes, 7755 de caballería y 763 artilleros con 68 cañones. Al día siguiente se instaló la Junta Provisional Gubernativa compuesta por 34 personas, la cual después de decretar el Acta de Independencia del Imperio Mexicano, nombró una regencia compuesta por Agustín de Iturbide como presidente, Juan O'Donojú como primer regente y Manuel de la Bárcena, José Isidro Yáñez y Manuel Velázquez de León como 2.º, 3.º y 4.º regentes, respectivamente, quedando así consumada la Independencia de México.

## Muerte
Tras la entrada del Ejército Trigarante a la Ciudad de México, O'Donojú enfermaría gravemente, consecuencia de su delicada salud; incluso no firmaría el Acta de Independencia del Imperio Mexicano. De esta manera el 8 de octubre de 1821, mientras se encontraba en la misma ciudad, Juan O'Donojú murió a la edad de 59 años, diagnosticado de pleuresía, aunque también se dijo que pudo haber sido envenenado, sin haberse comprobado. Fue sepultado con honores de virrey en la catedral de México.
Las tropas que permanecían atrincheradas en el fuerte de San Juan de Ulúa, lo único que sobrevivía de la administración española en México, quedaron tras la muerte de O'Donojú al frente de Francisco Novella, aunque este nunca recibió oficialmente el nombramiento de jefe político superior. En 1822 Francisco Lemaur es nombrado interinamente por el monarca capitán general y jefe político superior de Nueva España, aunque éste nunca ejerció el cargo que con la independencia de México dejó de existir.